# 左翼党 (瑞典)
左翼黨（瑞典語： [ˈvɛ̂nːstɛrpaˌʈiːɛt] ⓘ，缩写为V）是瑞典的一个社会主义政党。在经济问题上，该党反对私有化，主张增加公共支出。在外交政策上，该党反对北约和瑞典加入欧元区。1980年，它试图让瑞典加入不结盟运动，但未能成功。该党也支持女性主义和反种族主义。现为瑞典议会第四大党。
左翼黨曾命名為瑞典社會民主左翼黨（1917年—1921年）、瑞典共產黨（1921年—1967年），左翼黨—共产党人（1967年—1990年）。
左翼黨在还是瑞典共產黨的时候一直支持瑞典社會民主工人黨（社民党）執政，若社民黨和共產黨合共取得過半數議席，共產黨通常支持社民黨組建少數政府，使社民黨得以在過去一個世紀長期執政。
2008年－2010年，左翼黨与社民党、绿色环境党合組紅綠聯盟。2010年瑞典議會選舉，左翼黨於瑞典議會中擁有19席，紅綠聯盟取得156席，略少於中間偏右執政聯盟的173席，兩大聯盟皆拒絕與瑞典民主黨合作。

## 派系
- 社会主义政治